# Stop pneumokokom
Stop pneumokokom – akcja zachęcająca do szczepienia dzieci przeciwko pneumokokom w 2007 r. Główne hasło kampanii to: Masz prawo wiedzieć, masz prawo pytać. Akcja była finansowana przez firmę Wyeth, jedynego producenta i dystrybutora dostępnej w Polsce szczepionki dla dzieci. Patronatem kampanii było między innymi Centrum Zdrowia Dziecka. Rzecznik Praw Dziecka zarzucił akcji, że ta kreuje się na kampanię społeczną, pomimo że jest to przedsięwzięcie komercyjne. Jedna z reklam (przedstawiająca umierające dziecko) została wycofana, ponieważ łamała polskie prawo – zachęcała do kupienia leku, który jest wyłącznie na receptę. Ponadto reklama miała na celu wywołanie strachu u odbiorcy.